# Порядок числа по модулю
Показателем, или мультипликативным порядком, целого числа {\displaystyle a} по модулю {\displaystyle m} называется наименьшее положительное целое число {\displaystyle \ell }, такое, что
{\displaystyle a^{\ell }\equiv 1{\pmod {m}}.}
Показатель определен только для чисел {\displaystyle a}, взаимно простых с модулем {\displaystyle m}, то есть для элементов группы обратимых элементов кольца вычетов по модулю {\displaystyle m}. При этом, если показатель числа {\displaystyle a} по модулю {\displaystyle m} определен, то он является делителем значения функции Эйлера {\displaystyle \varphi (m)} (следствие теоремы Лагранжа) и значения функции Кармайкла {\displaystyle \lambda (m)}.
Чтобы показать зависимость показателя {\displaystyle \ell } от {\displaystyle a} и {\displaystyle m}, его также обозначают {\displaystyle P_{m}(a)}, а если {\displaystyle m} фиксировано, то просто {\displaystyle P(a)}.

## Свойства
- {\displaystyle a\equiv b{\pmod {m}}\Rightarrow P(a)=P(b)}, поэтому можно считать, что показатель задан на классе вычетов {\displaystyle {\bar {a}}} по модулю {\displaystyle m}.
- {\displaystyle a^{n}\equiv 1{\pmod {m}}\Rightarrow P(a)\mid n}. В частности, {\displaystyle P(a)\mid \lambda (m)} и {\displaystyle P(a)\mid \varphi (m)}, где {\displaystyle \lambda (m)} — функция Кармайкла, а {\displaystyle \varphi (m)} — функция Эйлера.
- {\displaystyle a^{t}\equiv a^{s}{\pmod {m}}\Leftrightarrow t\equiv s{\pmod {P(a)}}.}
- {\displaystyle P(a^{s})\mid P(a)}; если {\displaystyle \gcd(s,P(a))=1}, то {\displaystyle P(a^{s})=P(a).}
- Если {\displaystyle p} — простое число и {\displaystyle P(a)=k}, то {\displaystyle a,\;\ldots ,\;a^{k}} — все решения сравнения {\displaystyle x^{k}\equiv 1{\pmod {p}}}.
- Если {\displaystyle p} — простое число, то {\displaystyle P(a)=p-1\Leftrightarrow a} — образующая группы {\displaystyle \mathbb {Z} _{p}}.
- Если {\displaystyle \psi (k)} — количество классов вычетов с показателем {\displaystyle k}, то {\displaystyle \sum \limits _{k\,\mid \,\varphi (m)}\psi (k)=\varphi (m)}. А для простых модулей даже {\displaystyle \psi (k)=\varphi (k)}.
- Если {\displaystyle p} — простое число, то группа вычетов {\displaystyle \mathbb {Z} _{p}^{\times }} циклична и потому, если {\displaystyle a=g^{dk}}, где {\displaystyle g} — образующая, {\displaystyle d\mid p-1}, а {\displaystyle k} — взаимно просто с {\displaystyle p-1}, то {\displaystyle P(a)={\frac {p-1}{d}}}. В общем случае для произвольного модуля {\displaystyle m} можно вывести аналогичную формулу, пользуясь теоремой о структуре мультипликативной группы вычетов {\displaystyle \mathbb {Z} _{m}^{\times }}.

## Пример
Так как {\displaystyle 2^{4}\equiv 1{\pmod {15}}}, но {\displaystyle 2^{1}\not \equiv 1{\pmod {15}}}, {\displaystyle 2^{2}\not \equiv 1{\pmod {15}}}, {\displaystyle 2^{3}\not \equiv 1{\pmod {15}}}, то порядок числа 2 по модулю 15 равен 4.

## Вычисление
Если известно разложение модуля {\displaystyle m} на простые множители {\displaystyle p_{j}} и известно разложение чисел {\displaystyle p_{j}-1} на простые множители, то показатель заданного числа {\displaystyle a} может быть найден за полиномиальное время от {\displaystyle \ln m}. Для вычисления достаточно найти разложение на множители функции Кармайкла {\displaystyle \lambda (m)} и вычислить все {\displaystyle a^{d}\mod m} для всех {\displaystyle d\mid \lambda (m)}. Поскольку число делителей ограничено многочленом от {\displaystyle \ln m}, а возведение в степень по модулю происходит за полиномиальное время, то алгоритм поиска будет полиномиальным.

## Приложения

### Характеры Дирихле
Характер Дирихле {\displaystyle \chi } по модулю {\displaystyle m} определяется обязательными соотношениями {\displaystyle \chi (ab)=\chi (a)\chi (b)} и {\displaystyle \chi (a)=\chi (a+m)}. Чтобы эти соотношения выполнялись, необходимо, чтобы {\displaystyle \chi (a)} был равен какому-либо комплексному корню из единицы степени {\displaystyle P_{m}(a)}.